# 希蒙·羅馬奇
希蒙·羅馬奇（波蘭語：Szymon Romać；1992年10月1日—）是一位波蘭排球運動員。他現在效力於波蘭球隊 MKS Cuprum Lubin。他也是波蘭國家男子排球隊的一員。